# Франсиско Суарез
Франсиско Суарез (шп. Francisco Suarez; Гранада, 5. јануар 1548 — Лисабон, 25. септембар 1617) био је шпански језуитски свештеник, филозоф и теолог. Сматра се за једног од најзачајнијих мислилаца школе из Саламанке и највећег схоластичког мислиоца после Томе Аквинског. Његово дело је вододелница такозваног сребрног доба схоластике и представља прелазну фазу ка раној модерној, односно ренесансној филозофији.
Суарез је стварао под утицајем схоластичке мисли, посебно Томе Аквинског и Дунса Скота али и под утицајем Аристотела и Авицене. Његови кључни радови односе се на области метафизике, теологије и филозофије права. Суарезова дела утицала су на филозофску мисао Декарта, Лајбница, Кристијана Волфа, Хуга Гроцијуса, Артура Шопенхауера и Мартина Хајдегера.

## Галерија
- Commentariorum ac disputationum in tertiam partem divi Thomae (1590).
- Operis de religione (1625).
- De incarnatione, pars prima (1745).
- De incarnatione, pars secunda (1746).
- Prima pars Summae theologiae de Deo vno et trino